# NGC 6068
NGC 6068 é uma galáxia espiral barrada (SBbc) localizada na direcção da constelação de Ursa Minor. Possui uma declinação de +78° 59' 48" e uma ascensão recta de 15 horas, 55 minutos e 25,5 segundos.
A galáxia NGC 6068 foi descoberta em 6 de Dezembro de 1801 por William Herschel.